# Uncial 0312
El Uncial 0312 es un manuscrito uncial griego del Nuevo Testamento. Según la paleografía, el uncial data de los siglos III y IV. En este manuscrito se encuentra una parte del Evangelio de Lucas y se puede apreciar en el Corpus Christi College (Cambridge), institución educativa que forma parte de la Universidad de Cambridge, Inglaterra.

## Descripción
El códice contiene pequeños fragmentos de texto del Evangelio de Lucas 5: 23-24.30-31; 7: 9,17 a 18, en una de las hojas del pergamino. El tamaño original de la hoja donde se encuentra el texto es de 12 por 10 centímetros.
El texto está escrito en dos columnas por página, en caligrafía uncial de diminuto tamaño. El Instituto de Investigación Textual del Nuevo Testamento de la Universidad de Münster lo ha fechado al siglo III y IV.
Se encuentra en el Christopher De Hamel Collection (Gk. Ms 2) del Corpus Christi College (Cambridge) de la Universidad de Cambridge, Inglaterra. Fue fotografiado por el Centro de Estudio de los Manuscritos del Nuevo Testamento (CSNTM) el 19 de agosto de 2008.